# バカリズム特番
『バカリズム特番』（バカリズムとくばん）は、フジテレビONE（フジテレビCS）放送のバラエティ番組。バカリズムをメインに、アイドリング!!!卒業生が多数出演した。

## 番組のあらすじ
かつて『アイドリング!!!』というバラエティ番組で、7年半共演したバカリズムと朝日奈央。タレントとして成長した朝日は御世話になった「恩返し」をするため、恩師バカリズムと師の故郷・福岡にて珍道中を繰り広げる。そして最後にバカリズムから明かされた、この企画の真の目的は「アイドリング!!! 再会の約束」を果たすことであった。指令を受けた朝日は、メンバー招集に奔走する。

## 概要・背景
2020年3月15日に放送したバカリズムと朝日奈央による旅番組をプロローグに、両者の古巣であるバラエティ番組『アイドリング!!!』および同卒業メンバーが一同に集結し、同年10月30日に復活特番の生放送を行うまでが既定路線となっている。
特番については、厳密には初回特番と最後の生放送特番のみ。通常回は、朝日奈央が各メンバーを招集する模様を映した繋ぎ的企画を放送している。
特番の背景には、2015年10月31日に生放送されたアイドリング!!!最終回（第1303回）において、5年後の同時期にアイドリング!!!メンバー「再会の日」としてもう一度再集結させると、制作サイドが約束したことに端を発する。当初はアイドリング!!!をメインに据えた同窓会特番を構想していたが、バカリズムは『アイドリング!!!の名では、もう企画が通らなかった』と明かしている。そのような裏事情があり、バカリズムの名を借りた連動番組になっている。

## 出演者

### MC
- バカリズム（元アイドリング!!! 総合司会）

通常回MC
- 朝日奈央（元アイドリング!!! 15号・2期生）

ナレーション・生特番進行
- 森本さやか（元アイドリング!!! 担当アナウンサー）

### アイドリング!!!卒業生
| 号数 | メンバー   | 期      | 備考                             |
| ---- | ---------- | ------- | -------------------------------- |
| 1号  | 加藤沙耶香 | 1期生   | タレント、既婚（1児の母）        |
| 3号  | 遠藤舞     | 1期生   | ボイストレーナー、既婚           |
| 4号  | 江渡万里彩 | 1期生   | フリーランス                     |
| 5号  | 滝口ミラ   | 1期生   | 主婦、既婚（2児の母）            |
| 6号  | 外岡えりか | 1期生   | 女優、タレント                   |
| 9号  | 横山ルリカ | 1期生   | タレント、競馬キャスター         |
| 11号 | 森田涼花   | 2期生   | 女優、声優                       |
| 12号 | 河村唯     | 2期生   | タレント、アイドルダンス講師     |
| 13号 | 長野せりな | 2期生   | フリーランス、声優               |
| 14号 | 酒井瞳     | 2期生   | タレント、フィットネス講師       |
| 15号 | 朝日奈央   | 2期生   | タレント                         |
| 16号 | 菊地亜美   | 2期生   | タレント、既婚（1児の母）        |
| 17号 | 三宅ひとみ | 2期生   | 貴金属デザイナー、既婚           |
| 19号 | 橘ゆりか   | 3期生   | タレント                         |
| 20号 | 大川藍     | 3期生   | 主婦、既婚（1児の母）            |
| 21号 | 橋本楓     | 3期生   | フリーランス                     |
| 22号 | 倉田瑠夏   | 4期生   | 女優、タレント                   |
| 23号 | 伊藤祐奈   | 4期生   | 実業家、既婚（1児の母）          |
| 25号 | 後藤郁     | 4期生   | 女優、タレント                   |
| 26号 | 尾島知佳   | 4期生   | 会社員、旅行家                   |
| 28号 | 石田佳蓮   | 5期生   | フリーランス、服飾プロデューサー |
| 29号 | 玉川来夢   | 5期生   | フリーランス、服飾プロデューサー |
| 32号 | 関谷真由   | NEO期生 | 女優、タレント                   |
| 33号 | 橋本瑠果   | NEO期生 | フリーランス                     |
| 34号 | 佐藤麗奈   | NEO期生 | フリーランス、服飾プロデューサー |

## 放送履歴
| # | 放送日                       | タイトル                                                                    | 出演                                            | オンライン・電話・VTR出演                                                                  |
| - | ---------------------------- | --------------------------------------------------------------------------- | ----------------------------------------------- | ------------------------------------------------------------------------------------------ |
| 1 | 2020年 3月15日               | 〜朝日奈央の恩返し〜                                                        | バカリズム                                      | -                                                                                          |
| 2 | 2020年 4月12日               | 〜朝日奈央が「5年後の約束」の幹事やります〜                                 | 橘ゆりか                                        | 加藤沙耶香、森田涼花、菊地亜美                                                             |
| 3 | 2020年 5月10日               | 同上                                                                        | 大川藍                                          | 滝口ミラ、三宅ひとみ、尾島知佳                                                             |
| 4 | 2020年 6月2日（1日深夜）     | 同上                                                                        | 横山ルリカ                                      | 長野せりな、伊藤祐奈、後藤郁                                                               |
| 5 | 2020年 7月29日（28日深夜）   | 同上 （中間報告 & プレゼン）                                                | バカリズム                                      | 森洋介（元アイドリング!!! ディレクター）                                                   |
| 6 | 2020年 9月1日（8月31日深夜） | 約束の日にアイドリング!!!同窓会 元メンバーに出欠確認中                      | -                                               | 河村唯、倉田瑠夏、佐藤麗奈、佐藤ミケーラ倭子                                               |
| 7 | 2020年 9月22日（21日深夜）   | 同上                                                                        | （横山ルリカ）                                  | 酒井瞳・芳子、橋本楓、玉川来夢、橋本瑠果                                                   |
| 8 | 2020年 10月13日（12日深夜）  | いよいよラストスパート!! 朝日奈央渾身のキャスティング!                      | -                                               | 遠藤舞、江渡万里彩、関谷真由                                                               |
| 9 | 2020年 10月30日              | 〜アイドリング!!!の恩返し〜 5年前の5年後の約束、5年経ったので果たしてみたSP | バカリズム 森本さやか アイドリング!!!卒業生25名 | 斉藤舞子（元アイドリング!!! 担当アナウンサー） 鈴木善貴（元アイドリング!!! 2代目総合演出） |

### 地上波ダイジェスト版
- 次ナルTV-S（フジテレビ）
  - 「バカリズム特番」（2020年7月25日（24日深夜））
  - 「バカリズム特番 生放送直前スペシャル」（2020年10月17日（16日深夜））
  - 「バカリズム特番 アイドリング!!!最後の同窓会」（2021年1月30日（29日深夜））